# Gouméré
Gouméré  è una città e sottoprefettura della Costa d'Avorio appartenente al dipartimento di Bondoukou. Conta una popolazione di 15 906 abitanti (censimento 2014).